# Mainvoetbalkampioenschap 1911/12
In 1911/12 werd het negende Mainvoetbalkampioenschap gespeeld, dat georganiseerd werd door de Zuid-Duitse voetbalbond. De competitie werd georganiseerd als Nordkreisliga. 
Frankfurter FV werd kampioen en nam deel aan de Zuid-Duitse eindronde, waar ze vierde en laatste eindigden.  

## Nordkreisliga
| Plaats | Club                             | Wed.              | W                 | G                 | V                 | Saldo             | Ptn.              |
| ------ | -------------------------------- | ----------------- | ----------------- | ----------------- | ----------------- | ----------------- | ----------------- |
| 1.     | Frankfurter FV                   | 22                | 15                | 5                 | 2                 | 50:26             | 35:9              |
| 2.     | 1. Hanauer FC 1893               | 22                | 14                | 3                 | 5                 | 86:33             | 31:13             |
| 3.     | FSV Frankfurt                    | 22                | 13                | 5                 | 4                 | 62:27             | 31:13             |
| 4.     | FC Viktoria 94 Hanau             | 22                | 12                | 6                 | 4                 | 53:24             | 30:14             |
| 5.     | Offenbacher FC Kickers           | 22                | 11                | 6                 | 5                 | 50:36             | 28:16             |
| 6.     | SC Bürgel                        | 21                | 9                 | 5                 | 7                 | 39:46             | 23:19             |
| 7.     | SV Wiesbaden                     | 22                | 9                 | 5                 | 8                 | 53:35             | 23:21             |
| 8.     | Britannia Frankfurt              | 22                | 8                 | 1                 | 13                | 54:69             | 17:27             |
| 9.     | FC Germania 1901 Bockenheim      | 22                | 5                 | 6                 | 11                | 34:48             | 16:28             |
| 10.    | Frankfurter FC Germania 1894     | 22                | 4                 | 5                 | 13                | 40:55             | 13:31             |
| 11.    | FC Germania Bieber               | 22                | 5                 | 3                 | 14                | 38:64             | 13:31             |
| 12.    | Bockenheimer FVgg 01             | 21                | 0                 | 2                 | 19                | 14:109            | 2:40              |
| 13.    | Frankfurter FV Amicitia und 1902 | Gediskwalificeerd | Gediskwalificeerd | Gediskwalificeerd | Gediskwalificeerd | Gediskwalificeerd | Gediskwalificeerd |

|  | Geplaatst voor Zuid-Duitse eindronde |
|  | Degradatie                           |